# タラ・ダンカン
『タラ・ダンカン』（Tara Duncan）は、フランスの作家ソフィー・オドゥワン＝マミコニアンによる児童文学のファンタジー小説シリーズ。全12巻、完結済み(ただしフランスでは続編が刊行されている)。日本においては、KADOKAWA/メディアファクトリーより刊行されている。日本版の表紙（人物）は村田蓮爾が、裏表紙の紋章は小林誠がそれぞれ担当している。

## 概要
タゴン村に住んでいる12歳のタラには、不思議な力があることがわかり、さまざまな事情が重なって夏休みの数日間オートルモンドに行くことになる。オートルモンドに滞在するのは数日間のはずだったが、タラがオモワ帝国のお世継ぎであることが発覚する。そこから、タラ（タラティランネム・タル・バルミ・アブ・サンタ・アブ・マル・タル・ダンカン）は“魔法ギャング団”であるファブリス、モワノー（グロリア）、カル、ロバン、ファフニール、シルヴェールと〝マジスター〟という仮面をつけた男などの様々な敵や陰謀と戦っていく。さらに、魔法ギャング団は、何度も死にそうな目にあったり”死んでしまった”りと、ハラハラドキドキの連続ファンタジーストーリー。

## あらすじ
第1巻 若き魔術師たち
主人公のタラは、祖母のイザベラ達と暮らしていた。
12歳の頃に自分に不思議な力が宿っていると気付き、イザベラに相談するが信じてもらえず、自分が突然変異体なのではないかと疑っていた。ある日タラは、イザベラが親友のファブリスの父親と電話しているのを盗み聞きし、自分が生まれながらの魔術師であることを知る。
その時はイザベラに忘却の魔法を掛けられてしまい、そのことを忘れてしまうが、サングラーヴ族が屋敷を襲ってきたことで記憶が甦り、なんとかサングラーヴ族を退けることに成功する。再度の襲撃に備えてイザベラが屋敷の守りを強化する間、タラは別世界に滞在することになる。ところが、アルピーに噛まれ、重体に。シェム（シェムナシャヴィロダントラシヴュ）は、禁書で煉獄に行き、解毒剤を手に入れることにする。タラはそこで色たちを解放。
第2巻 呪われた禁書
タラの友人のカルに殺人の容疑（第1巻下参照）がかかり、オモワ帝国に連行されてしまう。
“真実を語る者たち”はカルの思考を読むことが出来ず、カルはアンジェリカ共々死んだ少年ブランディスの霊に有罪を宣告されてしまった。タラ達は牢獄へ助けに行くがカルは既に脱獄していた。取引の材料としてノームに助けられたカルは保険として穴掘りミミズに寄生されてしまい、解毒剤と引き換えにノームを手伝うことになる。
第3巻 魔法の王杖
タラはオモワ帝国の皇女として、お世継ぎ修行に励んでいた。
ある日、「さすらいのスニュッフィー」のサムが皇宮を訪れる。サムはサングラーヴ族のマジスターの元から逃げてきたのだ。サムは、タラたちの敵マジスターが、皇宮から2、3日歩いたところにいるという。それを聞いた女帝リスベスは、将軍と共にマジスターを捕まえるため、軍隊・サムとともにサングラーヴ族の要塞へと向かった。タラは代理の女帝となることになる。
マジスターが魔法の王杖を使い、大人の魔術師の魔力を消してしまう。さらに魔術を取り戻そうとした魔術師達は灰色空間に消えてしまう。魔術師たちを取り戻すため、灰色空間をこじあけるのだが、そこから出てきたのは伝説の魔術師、デミデリュスだった。タラは魔法の王杖を無効にする抑止剤の存在を聞き、取りに行くことにする。
第4巻 ドラゴンの裏切り
第3巻のラストシーンで忽然と姿を消したタラ。タラは今は亡き父、ダンヴィウを生き返らせる手がかりを掴むため、地球のエジプトにある博物館の「古文書」を盗みにやってきていた。
時を同じくしてオモワ帝国のある科学者は何者かによって殺害された。彼がつくったある機械にはとんでもないタラの秘密が隠されていた…。
フランスのタゴンに帰って来た瞬間、タラはシェム先生と仲間たちに会う。その直後、別世界の生き物であるはずのアルピーがタラたちを襲う。
何とかアルピーたちをやっつけたタラ達であったが、ロバンがアルピーの毒に犯されてしまう。タラは自分の血がアルピーに対する解毒剤（第1巻参照）であることを思い出し、タラの血をロバンに輸血することに。しかし2人は「血の兄弟」になってしまい愛し合うことが出来なくなってしまった…。
アルピー達の命令書には「エルフの混血ロバン・マンジルとストーンヘッジにいる少年ジェレミーを誘拐せよ」とあった。タラ達は少年ジェレミーを救うべく、イギリスへと向かう。
第5巻 禁じられた大陸
第4巻で魔力を失ったタラ。タラはセレナとトロルのグリュルと共に「静養」のため、セレナのいとこであるヴァリウス・ダンカン伯爵がいるヴィラン王国にお忍びで滞在していた。そこへ地球にいるタラの友達ベティがマジスターによって連れ去られ、「禁じられた大陸」に閉じ込められたという情報が入る。タラは初めて魔力が必要だと感じる。そんなタラにマジスターは「おまえに真実を教えてやろう。『禁じられた大陸』へ行け。そして何世紀にもわたり、ドラゴンがおまえたちにかくしてきたことを自分の目でしかと見るのだ」と言った。
自分のために苦しんでいる人を見捨てられないタラは、オモワへ帰り、禁じられた大陸へ行くことをドラゴンの反対を押し切り、決定した。一方、タラに近づくことをリスベス女帝により禁じられたロバンは、1人ブリュム洋で海賊退治をしていたが、何者かによって命を狙われていた。
「禁じられた大陸」に行くためには魔力を取り戻す必要があると感じたタラは、デミデリュスによって提案された魔力を失ったときにいた人物から魔力を返してもらう方法を取る。またタラはロバンはエルフを守るためにタラのもとを去ったと知り、はるか彼方から帰って来たロバンに謝る。そんなタラにロバンは「ぼくは奴隷となって君を守り抜く決心をした」と言う。タラは愛と歓喜の言葉の裏にロバンの無念を感じていた。タラは魔力を取り戻す。
「魔法ギャング団」と共にタラは「禁じられた大陸」へ乗り出した。その旅にエレアノアとジェレミーも同行する。そこには変わり果てたタラ、ファブリスの幼馴染、ベティと「赤い女王」がいた…。
第6巻 マジスターの罠
第5巻の最後でドラゴッシュにセレンバの弁護を求められたタラは、オモワの使節団を連れてバンパイヤの国‘クラサルヴィ’へ赴く。使節団の中には狼人間になったファブリスもいる。しかし、タラにはクラサルヴィへ向かう別の理由があった。それは、研究のためといってクラサルヴィに保管されている“クラエトルヴィールの指輪”と“ザンドラの星（エトワール）”を手に入れることだった。
一方、ロバンはヴァラと2人で悪名高い船長、サンノワール（黒い血）の行方を追うという特殊任務についていた。その後、タラ一行はドラゴンの住む場所へと向かう。実はそこに、マジスターにみつからないようセレナが隠れていたのだ。が、タラがセレナに会いに行くと、なんとマジスターとセレナがのんびりとお茶をしていた。
第7巻 幽霊たちの野望
タラが作った父親を蘇らせるための水薬が暴走して、幽霊のいるあの世と別世界がつながってしまう。あの世からやってきた幽霊たちは別世界を乗っ取って、自分たちにいいようにするつもりだ。それを阻止しなければならないタラはひとまずロバンと、幽霊が沢山侵入してきているオモワから逃げようとするのだが、タラのミスでロバンが死んでしまう。そこへ、半死のロバンがガウンをくれる。クザンディアールの助けによりオモワから逃走、ランコヴィに。生きている王宮とカルが必死に世話するものの、タラは放心し、悲しみに明け暮れていて、食事も摂らず、ほおは青白い。"タラが死んでしまう!"と判断したクラエトルヴィールの指輪はロバンの幽霊を出し、タラを元気づけようとする。カルは家にいったん帰るが、カルの兄は幽霊にとりつかれていた。カルの必死の抵抗にもかかわらず、幽霊はカルにとりついてしまう。タラは、レジスタンスのメンバーと連絡がとれ、カルを待っていたが…。
第8巻 悪魔の指輪
幽霊たちを別世界に侵入させた罰としてお世継ぎの資格をはく奪され地球へ追放されたタラ。しかし、リスベスの真の目的は地球で無法を働く魔術師たちを別世界へ送り返すことにあり、タラは仲間たちと連絡を取れないまま仕事に追われていた。そして、16歳の誕生日を地球で迎えたタラは衝撃の真実を知る。なんと、タラには異性を惹きつけるまじないがかけられていたのだった。それはもともと母・セレナにかけられていたもので、マジスターがセレナに惹かれたのはこの魔術が原因だったらしい。誕生と同時にその魔術を引き継いだタラもまた、その魔術に影響されていたのだ。ロバンはその事実を知るや否やタラに別れを切り出す。
(上巻まで）
第9巻 黒い女王
第10巻 悪魔の兄弟
第11巻 悪魔の兄弟
第12巻 魂の解放

## 登場人物
タラ・ダンカン（タラティランネム・タル・バルミ・アブ・サンタ・アブ・マル・タル・ダンカン）
本作の主人公。通称タラ。現在18歳（12巻時点）。
遺伝子操作により、生まれながらにして強力な魔力を持つダンカン家7代目の魔術師。また、デミデリュス直系の子孫でオモワ帝国の世継ぎ皇女。
長い金髪にデミデリュスの末裔特有の一房白い髪が混じっており、マリンブルーの瞳。母譲りの人目を引く高貴な美貌の持ち主。
地球生まれの地球育ち。12歳までフランスのタゴン村に在住していた。聡明な人柄の持ち主で正義感が強い。伯母の英才教育によるものか政治的な駆け引きに長けた強かな一面もあり、“猪突猛進”という評価とは裏腹に慎重な側面もある。独立心が強く、一人で問題を背負う頑なな一面も見受けられる。
カリスマ性と高い指導力から国内外から尊崇の念を抱かれる。地球の共和制度と民主主義が前提となった環境で育った影響もあり、オモワ帝国の後継者であることと別世界の常識や道徳観念、自身の強い魔力には懐疑的。また、魔力を完全には制御出来ずにいる。
7巻で父親を生き返らせるための計画が失敗して、あの世（霊界＝ウートルモンド）とこの世（別世界）を繋げてしまい、別世界を混乱させてしまった責任からオモワ帝国の後継者としての地位を妹のマラに譲り、地球在住の祖母イザベラの元で特殊チーム“アルファ”の構成員として働くこととなった。
8巻では故郷のタゴン村で夜は構成員、昼間は高校生として二重生活によって多忙を極めるようになる一方で、別世界の友人たちとの連絡も禁じられ、自らの魅力の真相に触れ疑心暗鬼に苛まれるようになる。テロリストの襲撃に端を発し、最愛の母の死、悪魔達との駆け引きを得て、別世界へと帰還。悪魔の指輪の欠片の破片によって下半身が不随になりながらも、我が身に宿る黒い女王と対峙、辛くも退けることに成功する。
一連の事件の責任から伯母リスベス女帝が退位、オモワ帝国の玉座を彼女から押し付けられるが、妥協の末に継承を保留する。ロバンとは擦違い、カルと相思相愛となったが、互いのため一線を引いている。
本人に殆ど自覚がないが、美貌とオモワ帝国のお世継ぎという立場故に求婚者は後を絶たない。ロバンやカルに加えて、ドラゴンや悪魔の王アルカンジュにも求婚される様になったが、本人は貞節を重んじて一線を引いている。
9巻では、自分たちがこれまで破壊してきた悪魔の宝から飛び出した悪魔の魂は、昇天するのではなく悪魔たちに回収されて再利用されることに気づき、地球の月に隠されていた悪魔の宝およびその番人と交渉し、彼らを悪魔たちに再利用されない方法で解放する手段を見つけ解放することを条件に協力関係を取り付けることに成功。以降装身具や万年筆に姿を変えた悪魔の宝を身に着けていることもある。また、悪魔の宝によって、助けられることもしばしば。
ギャラン
タラのファミリエのペガサス。勇敢で彼女の孤独に寄り添う。普段は、タラの肩に乗れるように体のサイズを小さくしている。通常のサイズに戻すと2人以上を背中に乗せ飛行も可能。ペガサスがファミリエとなることは前例にない。
生きている石
1巻から登場。“悲しみの沼”からタラに助け出された水晶玉。テレパシーにより会話が出来る上に、5巻では魔力を一時的に失ったタラに自らの魔力を提供する。最終巻では、別世界の精霊である事が判明する。
シャンジュリーヌ
万能とも言えるうなじに装着可能なワードロープ。別世界でもオリジナルは2、3個のみの貴重なもの。かつてデミデリュスの婚約者が身に着けていたものを、婚約者の暗殺後にダンカン家の祖がデミデリュス本人から賜り、タラの14歳の誕生日に、祖母イザベラが贈った。服やズボン、ワンピース、ドレスなど様々な物に変わり、身を守るための手段としても利用できる。
ファブリス・ド・ブゾワ＝ジロン
地球生まれのフランスのタゴン村出身。地球でのタラの幼馴染。地球と別世界をつなぐ門を守る非魔術師（ノンソ）の一族の息子（父親は伯爵）。
魔術師の素養からランコヴィ王国の初級魔術師として働く。金髪で結構ハンサム。スポーツ万能で本など活字を読むことや、ことば遊びが好き。
元来は温厚で洞察力も鋭い心優しい性格、徐々に周囲へのコンプレックスから強い力を求めるようになる。タラ達との冒険中、狼人間に噛まれたことで狼人間になる。
6巻でモワノーから別れを切り出された上にバリュンヌの死から精神不安定になり、マジスターと失踪。一時はマジスターの手下として暗躍したが、元恋人を拷問することに耐えられなくなった上、周囲からの説得もありタラ達の元へ帰還。タラの“魅力の力”が通用しない男性の一人で、真相を知ってなお、変わらぬ友情を誓う。
8巻ではモワノーと友人以上恋人未満の関係だが、テロリストの襲撃によって地球へ一時的に避難。タラや父親との再会を果たす一方、彼女の魅力の真相を知ってなお変わらず友人でいることを誓う。地球の門番として志願したことからモワノーとの破局が決定的となるが、タラの助言もあり後に修復した。別世界を野蛮で荒々しいとタラ共通の見解を抱いている。
バリュンヌ
ファブリスのファミリエ。オモワ帝国の皇宮の庭に放し飼いされていた青いマンモスで、赤いバナナを好物にする。とても大人しかったが、ドラゴンによって殺害される。女帝のお気に入りだった。
カリバン・ダル・サラン
通称カル。由緒正しい泥棒の家系に生まれた公認泥棒大学の学生。5人兄弟の末っ子。黒くボサボサの髪と灰色の瞳、天使のような無邪気な顔たち。小柄だったが後にタラを追い越して精悍な青年に成長。いつも冗談ばかり言っているお調子者だが基本的に冷静で頭の回転も速い。
母親はランコヴィ政府の公認泥棒アリアナ＝レアンドリーヌ。父親は文学部の教授のデオール・ダル・サラン。地球の映画が大好き。金色テシルに噛まれたことがあり、その金色の痕が残っている。2巻でオモワ帝国の謀略に図らずも加担したため、帝国領サランドゥリヴォールと伯爵の地位を得る。エレアノラに好意を抱き、彼女の死後には流石に半狂乱となった。エレアノラを蘇らせたい一心で、タラが父親を復活させるために集めていた材料とレシピを盗み出した。
7巻では霊に乗っ取られないことを理由にバンパイアに一時変貌。8巻では他の「魔法ギャング団」のメンバー同様、一時地球へ避難した。物語後半では、タラの謀略を唯一把握して彼女に同行を許されたメンバーであった。ファブリス同様、タラの“魅力の力”が通用しない数少ない男性の一人だった。
9巻の冒険の最中にタラに恋していることを自覚する。下巻でタラが『黒い女王』に体を乗っ取られた時に告白。それからタラとは微妙な距離を保っていたが、10巻で面前で堂々と求婚、積極的にアプローチをする。やがて付き合うことになる。
ブロンダン
カルのファミリエの赤い狐。
グロリア・ダヴィール
通称モワノー（「雀」の意味）。栗色の髪にハシバミ色の瞳。華奢で高貴な風貌の美人。基本的に慎み深く温厚な性格の持ち主だが、芯は強く毅然とした女性。
伝説のランコヴィ王“野獣”タリアンの血を引く姫のため、ケダモノに変身できる（ティターニア王妃の姪に当たるが、傍系故にあまり出生を知られていない）。
母親がティターニア王妃の妹で、父親が鉱山のエンジニア。幼少期はヒムリアやガンディスで暮らし、また、両親が仕事で不在がちなため、寂しい少女時代を過ごしていた。別世界の歴史や事情について、知識が豊富。タラたちと出会ったばかりの頃はどもってばかりだったが、タラが直してどもらなくなった。ファブリスと交際していたが力を求める彼に不安を抱くようになり、少し距離を置く関係に。ファブリス失踪後、ランコヴィの初級魔術師を辞め、オモワの元で働くようになった。皇女としての重圧に耐えるタラの一番の理解者。
シーバ
モワノーのファミリエ。銀色の豹で、主人同様、タラのファミリエ、ギャランと仲が良い。
ロバン・マンジル
エルフ年齢に換算すると17歳に相当する、エルフと人間の混血の青年。エルフ特有のクリスタルの瞳に、とがった耳、黒髪と白髪が混ざった髪のハンサム。かなりの長身で、鍛えられた体をしている。弓の名手。人間の母親の影響からか、非常に冷静で穏やかな性格。恋愛に対しては、非常に一途で嫉妬深い一面もある。人間の母親の養育の影響からか、エルフの中では比較的冷静。リランドリルの弓を持つ。
父親はランコヴィ王国の諜報部長タンディリュス・マンジル。母親は歴史学者のメヴォラ。タラに好意を抱き、彼女の立場から一時は身を引こうとするが、相思相愛と気づいて交際を続ける。余に一途なために彼女が不安を感じる程、タラを愛している。
7巻で死亡したと思われたが、ヴァラに救出されていたことが7巻後半で発覚。8巻でタラの魅力の真相に気付いて、一時冷淡な態度で接するようになった。そして悪魔と一時関係を持ったことが決定的になり、タラと別れの危機に。その後、カルがタラに告白し、2人が付き合いだしたためタラから振られた形になったが、「エルフの種族的性質では女性は5人まで夫を持ってもいい」ことを理由に、タラをカルと共有するという案を父から出され、実行するべくカルと鍔迫り合いを繰り広げる。
スルヴ
ロバンのファミリエ。9つの頭を持つ蛇であるヒドラで、高い知性を誇る。好奇心旺盛で悪戯好き。
元々はカルの実家にいたペットであり、5巻でファミリエとなった。ヒドラを通常街中で飼うことは禁止されており、カルの母親の職務上の特例により財宝の門番として飼育されていた。旧名はトトでスルヴとは、エルフ語で「誠実」を意味する。
いつもは、首に巻かれている。
リランドリルの弓
ロバンが使う弓。元“エルフの女王”リランドリルの意思を持つ魔法の弓であり、宝石などの綺麗で華美なものが好き。幽霊のリランドリルが宿っている。
ファフニール・フォルジャフー
年齢250歳以上の力持ちの小人の少女。長い赤毛が印象的で、1巻登場時点であった髭を剃って成人となった。自立心が強く、男らしい気性の持ち主の一方で、すぐに力で解決しようとする単純な一面がある。歌声がすごく大きい。
母親はフォルジャフー族を束ねる事実上のリーダー格ベルリール。好戦的で戦闘時では斧を使用。派手な色が好き。また、高所恐怖症で歌と料理が非常に下手。
追放された故郷ヒムリアに帰還したい一心で、魔力を無くすために、ランコヴィ王国の初級魔術師として働く。1巻でマジスターの要塞から一人で脱出しようとし、タラ達と協力するのを嫌がるが、最終的には親友と認め合うようになった。この際、黒バラの汁を飲んだことにより、“魂を荒らす者”にとり付かれ魔力を無くす試みに失敗している。
シルヴェールとは初対面から意気投合、やがて交際に発展するが一族をはじめ、同胞からは反対されている。
ベルゼビュート
ファフニールのファミリエ。煉獄出身の悪魔によって遺伝子改造されたピンク色の可愛らしい子猫。他のファミリエと違い、テレパシーで会話が交わせる上、成長が抑制されており、首を切断しない限りは不死身。
シルヴェール・クラケトワル（シルヴェールシルーシヴュ）
年齢20歳。古風な言葉遣いが特徴的な金髪の美青年。霊への抵抗活動組織の一員としてタラとアンジェリカと共に、7巻で霊を除去するための旅に同行する。寡黙で礼儀正しく誠実な反面、ある事情から今まで人との触れ合いを極端に避けていた。ロバンを失い憔悴したタラと共鳴、彼女に淡い恋心を抱いてゆく。
実は、マジスターとドラゴン王の妹アマヴァの息子。妊娠が発覚した母アマヴァが暗殺を警戒して、無事生まれてくる保障も無いために知り合いに託した。小人族の戦士“容赦しない人”の夫婦を養父母として育ち、その技術を受け継いでいる。魔術の素養を持つが、小人の国ヒムリアで養育された影響からか魔術には懐疑的。
同じ環境で育ったゆえか、ファフニールを尊敬し、彼女とは気が合う。当初はタラに惹かれていたが、ファフニールこそが“運命の相手”であると認識。
ドラゴンとして覚醒するまでは、人間とドラゴンの反射神経がせめぎ合って非常に不器用だった。また、人間体の時は薄く鋭利な鱗が表皮として体を覆っていたが、ドラゴンとして自覚して以後これらの問題は解決する。自らの出生を自覚して以後、父親のマジスターを説得するために旅に出奔。現在はファフニールの両親の薦めで母親の財産相続の手続き中。
ドラゴンとしての名前は、母親が「夕方の星」を意味するアマヴァに対して、「銀色の星」を意味している。
アンジェリカ・ブランドロー
ランコヴィ王国の初級魔術師。モニカやキャロルといった取り巻きを引き連れた尊大で大柄な美女。
父親同様、野心家で嫌味、狡猾な性格の持ち主。根性が捩れているが、頭の回転は速い。美男子に色香を振りまく事と策謀を練ること以外に関心はなく、物語当初からカルやタラ達とは犬猿の仲。特にタラの美貌と魔術師としての才覚、広大な領土の時期統治者としての権力に、自らが到底及ばない事に嫉妬している。
かつて“裂け目の戦い”でデミデリュスに協力した魔術師シペリアン・ブランドローの末裔。“光の手”という強力な兵器の継承者であることが7巻で発覚した。
オモワ帝国と悪魔の王アルカンジュの条約締結のための会議がタディックスで行われた際に父からの密命を受けて紛れ込み、タディックス爆破の際に悪魔たちと行動を共にした。その結果、彼女の父親と彼女しか開けられないインクカドゥナシュスに収められた幽霊退治装置（オモワ帝国から奪ったもの）を悪魔たちが入手するための手段に利用される。
キミ
アンジェリカのファミリエ。緑色の美しいトカゲ。タラに恥をかかせようと目論むアンジェリカの誤算で亡くなった。
光の手
シペリアン・ブランドローが開発した、魔力に反応しない非常に珍しい兵器。
エレアノラ・マンティコール
オモワ帝国の初級魔術師。魔術発表会で死んだブランディスの従兄弟で公認泥棒の少女。カルを容疑者として暗殺を目論むが、彼に一目ぼれされた。
その後何者かの陰謀により暗殺され、ウートルモンドへ旅立つこととなるが、11巻にてタラたちが別世界を守る手段として幽霊たちの協力を得ることを思いつき、死にかけの魔術師に伝言を頼むという形であの世の番人であるエルゼトに協力を要請した際の使者として別世界に赴き、自分と嗜好の似たアルカンジュの妹に憑りつく形で「タラたちに協力する代わりに自分の死の真相を調べてもらう」という交換条件を出す。
シェムナシャオヴィロダントラシヴュ
通称シェム（あるいは「シェム先生」）。青と銀のドラゴン。人間に変身する場合は老人の姿をとるものの、実際はドラゴン年齢に換算すると30代半ばに相当。
故郷での身分は下層階級の出身となる。ランコヴィ王国の高等魔術師で、別世界の高等魔術評議会の会長。見通しが甘く、どこか滑稽で人間臭い。タラを真剣に案じる者の一人。
4巻で“裏切り者”ドラゴン王を殺害した罪によって一時牢獄に入れられ策謀に巻き込まれた。10巻でタラに求婚するが、正妻シャルムの横槍で中止となっている。ブゾワ=ジロン伯爵のボルドーワインが大好物。
マニトゥー・ダンカン
タラの曽祖父。不老不死の魔術を使い、副作用で黒いラブラドール犬になってしまった。そのせいか、普段は犬の本能に支配されがちである。ひいおじいちゃんと呼ばれるのが嫌い（一気に百歳くらい年取った気がするから）。傲慢で癇癪持ちの娘イザベラが悩みの種。セレナ同様、タラがオモワ帝国のお世継ぎ教育を受けることには否定的な見解。亡き妻の名は、マジャンティ・ヴァラルジャンモン・ルティラ。
イザベラ・ダンカン
タラの祖母。銀色の髪に緑色の瞳。別世界から地球に送り込まれたランコヴィ王国の高等魔術師であり、地球を監視する任務に当たる。厳格かつ冷静な一方、頑固で身勝手な性格。娘夫婦の不在の中、タラを厳しく養育する。短気な者同士故に、リスベス、自身の孫ジャールとは犬猿の仲。娘婿のダンヴィウとはかつて娘から引き離そうとした経緯から、あまり仲が好くなかった。ダンヴィウから孫娘のタラを魔術師にしないと約束したにもかかわらず、私利私欲のために娘夫婦の了承を得ずに、ドラゴン王による孫娘の遺伝子操作を容認していた等、孫娘に対して本当に愛情を抱いているのかも不明だったが、どうやら本当に愛情を抱いているらしい。
マーマ
イザベラのファミリエのベンガル虎。主人同様、ダンヴィウのファミリエの鷲とは仲が悪かった。マジスターの襲撃に応戦し、亡くなる。
メヌラス・トリ・ヴランリル
タラの祖父。ヴィラン王国の傭兵貴族出身。父親はトリ・ヴランリル男爵家を率い、男爵大評議会に席を持つ高貴な家柄。ランコヴィ王国の王子メオヴリルと婚約中の妹ヴォワロディアとイザベラの友人の傭兵グラヴィールが恋愛関係になったことに激怒し、違法の決闘をグラヴィールに申し込むが、グラヴィールに成り済ましたイザベラと決闘、殴られたショックで彼女に一目惚れしてしまう。決着のつかない両者に腹を立てた時のディア王によって強引に結婚させられた。ストーンヘンジでの任務でイザベラと共に赴くが、彼だけが消息を絶ったと見られていた。真実は“ザントラの星(ザンドラのエトワール)”によって魔術を抜き取られそうな娘婿のダンヴィウとアリアの救出を試みて、殺害された。魔術ホテルの写真によれば、近衛騎士風の上品な髭を蓄えた美男子。騎士道精神に溢れた高潔な人物。
セレナ・ダンカン・ヴランリル・アブ・サンタ・アブ・マル
タラの母。茶髪の巻き毛にハシバミ色の瞳の美女。妊娠2週目でマジスターに誘拐され、サングラーヴの要塞に十年間監禁されていたが、タラ達によって助け出された。
魅惑的な容姿と寛容でおっとりした人柄の持ち主だが、有事の際には娘に劣らぬ統率力を発揮する行動派。頑固で負けず嫌いな気質はダンカン家の遺伝。
元将軍夫人で、皇太子妃とも言うべき地位にもかかわらず、オモワ帝国での実権は無い。マジスターによって、ジャールとマラ兄妹を出産したことを覚えていない等、自身の記憶に大きな欠落がある（夫自身がオモワ皇室の関係者であることを秘匿していたため、長い間セレナは何も知らなかった）。
マジスターを始め多くの男性に好意をもたれているが、これはイザベラが自身の身勝手な願望の為、解けない魔術をかけた影響によるもの。娘のタラにも遺伝で影響しており、真実を知った後は治療を受けている。婚約者のテアルによって狼人間に感染直後、何者かの手によって暗殺された。
サンボル
セレナのファミリエのピューマ。セレナ共々、マジスターの要塞へ幽閉されていた。
タシルとマンギュス
未登録の魔術師の捜索と地球の監視を任務とするイザベラに仕える魔術師。普段はタゴンの館で使用人として働く。マンギュスは厨房を担当する背が低く恰幅のいい、常に笑顔の男性。タシルは身長が高く痩身の庭師で趣味は彫刻。ブゾワ＝ジロン伯爵が“移動の門”の番人の職務をイザベラに譲渡したため、タシルは険悪な関係のジャール共々、門の番人を務めることとなった。
アルフォンス・ブゾワ=ジロン伯爵
ファブリスの父親。代々、地球と別世界の移動手段である“移動の門”を守る責務を担うノンソの一族の長。イザベラとは旧知の仲。亡き妻が門に触れたことにより、息子が魔力を持つようになったと推測している。息子の失踪後は一時的に門番を辞職し、息子探しに明け暮れるようになった。
ジャールティランネム・タル・バルミ・アブ・サンタ・アブ・マル・タル・ダンカン
通称ジャール。タラの弟でマラと双子の兄妹。オモワ帝国の第一皇子、法令で皇位継承順位の第4位に準ずるが、保障されている訳ではない。見事な褐色の髪にはしばみ色の瞳に尊大な顔立ちの少年。
セレナとマジスターの子供と思われていたが、“さすらいのスニュッフィー”サムの証言により、タラの実の弟であることが判明。野心家で皮肉屋、頭の回転は速いものの、逆上すると手が付けられない。伯母リスベスに親近感を抱き、母親セレナと実の姉タラを疎んじる。皇位継承権を巡って姉との仲は険悪な一方で、内心は彼女を恐れている。暗殺や失脚をたびたび目論むが、お世継ぎの座が平穏とは程遠いことを知って後は、姉に理解を示しつつある。現在は地球で任務に就いている。
マラティランネム・タル・バルミ・アブ・サンタ・アブ・マル・タル・ダンカン
通称マラ。タラの妹でジャールと双子。オモワ帝国の第二皇女、皇位継承順位三位。容姿は母親セレナに似て、茶髪にはしばみ色の瞳の美少女。
カルに好意を抱き、現在は公認泥棒大学の後輩として訓練に就く。しかし、現在はNA盗難の一件から公認泥棒大学は休学させられている。実は射撃の名手で謀略にも長けている。
兄同様、マジスターに養育された影響で、目的のためなら手段を選ばない。ただし、基本的には気弱なためか政治的駆け引きに向いていない。
7巻での一連の事件の責任からオモワ帝国追放処分となった姉タラに代わって、後継者に指名されるが内心は複雑だった。
ジャールと違い、タラを母親代わりとして見出す等、基本的には良好な関係を築いている。カルの交際を巡って、一時逆上、姉の暗殺まで思い詰めるが、二人の絆の深さに思いを改めた。
リスベスティランネム・タル・バルミ・アブ・サンタ・アブ・マル
通称リスベス。オモワ帝国の女帝。マリンブルーの瞳と魔術により美しい容姿を持つ。本来の髪の色は金色だが、衣装や気分に合わせてコロコロと色を変える。
統治者かつ政治家としても有能で辣腕を振るう。本性は相当自己本位で他者の感情に疎く、傲慢な一面もある（姪のタラの意思を無視して皇位継承者に指名した上、セレナに再婚話を持ち掛け勝手に話を進めたことなど）。他の種族を嫌っており、偏見も多い。ロバンとタラが一緒にいることを苦々しく思い、引き離そうと目論む。セレナの美貌に嫉妬する。これまでに七度結婚しているが、子供をつくれない（これは後に、マジスターの手下がマジスターの意を受けて“人間の血を飲む者”の血を長年彼女の食事に混ぜていたためであることが発覚）。ドラゴン王により皇族に遺伝子操作を行うことを容認していた。オクシア女史は従姉妹。
ダリル・クラテュス
リスベスの亡き夫。オモワ帝国の辺境マルシュの領主、五百年程前に領地が併合されたものの度々放棄を目論んでいた事を憂えるエルゼトによって政略結婚した。
筋骨隆々した美形とは程遠い容姿の持ち主だったが、聡明で忍耐強い好人物。リスベスとの関係も良好だったが、義弟サンドールとは不仲だった。
現在のマルシュは弟によって統治されている。
サンドール・タル・バルミ・アブ・マルシュ・アブ・ブルヴィ
リスベスの義理の弟で、オモワ帝国を将軍として統治しているが、政治的な駆け引きには向いていない（実際はリスベスより年上。リスベスとダンヴィウ姉弟の母親の再婚相手の連れ子。デミデリュスの子孫ではないため、皇位継承権は無い）。セレナが気になる。当初はタラを警戒していたが、毅然とした態度を貫く彼女を現在は可愛がる。単純で空気が読めず、融通の利かない一面もある。
ダンヴィウ・タル・バルミ・アブ・サンタ・アブ・マル
オモワ帝国の元将軍でタラとジャール、マラの実の父親。白髪混じりの金色の髪に、マリンブルーの瞳の美青年。
リスベスの弟で皇太子ともいうべき地位にいたが、皇族としての責務に対する重圧に耐えかね、将軍を6年務めた後にランコヴィ王国に亡命。セレナに一目惚れし、極秘結婚した。絵の才能があり、温厚な人柄の持ち主だったという一方、慎重で用心深くドラゴンとマジスターを警戒していた。かつてドラゴン王の陰謀でジェレミーの母親と恋愛関係にあった。遺伝子操作により姉よりも強力な魔力を持っていたようだが、権力志向の彼女との確執は深かった。ファミリエは鷲。
7巻で霊体として別世界に帰還。マジスター本人から暗殺ではなく、長女タラ誘拐未遂に絡んだ事故によって、自身が死んだことを知る。
バンディウ・タル・バルミ・アブ・サンタ・アブ・マル
オモワ帝国の皇子でリスベスとダンヴィウの叔父に当たる人物。リスベス女帝の後見役として政治に携わるが、宮廷内でも厄介者扱いでリスベスによって謀殺されそうになる。2巻でグリュルの婚約者ミュル等ノームを人質に捕り、結果的にカル達の手によって殺害された。薔薇を育てるのが趣味で、ブゾワ＝ジロン伯爵とは共通の趣味を持つ友人同士だった。
エルゼトティランネム・タル・バルミ・アブ・サンタ・アブ・マル
オモワ帝国元女帝でリスベスとダンヴィウ姉弟の母親。タラとジャール、マラの祖母。数年前の夏に発生した皇宮の火事で亡くなったが、7巻で霊界と別世界が繋がったことによってオモワの皇宮に戻ってきた。リスベスに類似した性格の持ち主で、非常に傲慢で政治家としての手腕も一流だった。皇族の責務を捨てて祖国を出奔した息子のダンヴィウを生涯許さなかった。
デミデリュス
“火の拳”と言われるオモワ帝国の建国者で最高魔術師。地球出身。外見こそ冴えない容姿の老人だが、どこか威厳を漂わせる。かつて、4人の勇者を率いて悪魔と戦った伝説の人物として、別世界では尊敬の対象とされている。悪魔との新たな戦争に備えて“灰色時間”の中に閉じ篭っていたが、3巻で末裔のタラによって取りだされた。
ジェンリス・ティランイック
オモワ帝国の首相で下院議長。小太りの中年男性。表向きはリスベス女帝に忠誠を誓うものの、マジスターに内通し自らが玉座に就こうと画策する。お世継ぎ皇女タラとは犬猿の仲で政治的な見解の相違からたびたび対立する。6巻で何者か（タラの予想はマラ）に謀殺される。
クザンディアール
オモワ帝国の保安局長。腕が4本あるチュグ族の出身で地方貴族の長男。一時は職を追われるが、タラの口添えで復職した。リスベス女帝を敬愛していたが、現在はお世継ぎ皇女のタラに盲目的に心酔する。また、彼女の影響からか帝国に対する忠誠心に大きな変化が見られるようになった。ティランイックとは馬が合わない。絵に描いたような実直な性格で恋愛感情に疎いが、後にセネのアプローチを受け入れた。
クジラール・クザリル
保安局の副長。局長の座を狙い、クザンディアールの失脚をたびたび目論む。ティランイックよりの立場。
セネ・センスサスス
チュグ族カムフレ（姿を隠す者）の女性リーダー。リスベス女帝のスパイとして信頼が厚い。クザンディアールに積極的にアプローチをし、結婚した。
ジェンリル
オモワ帝国司令官のゾンビ。ゾンビ特有の幻影を透視する能力が計画の妨げになるとして、マジスターによって殺害された。
マンディル
オモワ帝国司令官のエルフ。地球での軍事作戦の責任者。彼の部下であるガリル指揮官が、3巻冒頭でお世継ぎ皇女として帝国に入国するタラ達を誤って攻撃した。混血のロバンを見下している。
ガリル
オモワ帝国指揮官のエルフでマンディルの部下。
オクシア
オモワ帝国の高等魔術評議会の会長。リスベスの従姉妹で、初級魔術師はダミアン。皇室に何かあれば、彼女やその兄弟姉妹にも皇位継承権が浮上する。潔癖症でティランイックを毛嫌いする。
カリ
オモワの女性執事。チュグ族でも珍しい6本の腕の持ち主。高慢でノンソを見下すような発言をたびたび行う。
マリアナ
リスベス女帝の侍女頭。雌鹿のような瞳を持つ美しい女性。3巻でセレンバに利用され殺された。
グリュル
トロルの女性。お世継ぎ皇女タラのボディガード。四六時中トラブルに見舞われるタラの護衛をむしろ楽しんでいる。トロルは「あまり頭が良くなく、言葉も片言」とされるが、実は嘘で、それらは全て演技であり、頭の回転も速い。後にマラのボディーガードとなるが、子供を身ごもったため11巻では休職中。
セントリス女史
皇宮内にあるタラ専用のアパルトマンで世話役を命じられたタトリス。
タヴィラ
セレンダ王国の女王。“大気と闇の女王”と称されるエルフの最高指導者。かつてロバンの父タンディリュスを恋慕したが、彼が人間の女性と交際、子供を儲けた事で、一家に辛辣に接する。人間を欲深い生物と称しており、ロバンの交際相手であるタラの事も不愉快に感じている。
マジスター
サングラーヴ族の指導者でタラの宿敵。灰色のローブを纏い、感情によって色が変化する不思議な仮面を付けた魔術師。容姿を知る者は皆無に等しいが、大変美しい。悪魔と手を組んで全宇宙を支配するという野望を抱く。
野心家で本性は限りなく身勝手。また、独占欲が強く周囲が呆れるほどにセレナに未練が残っている。
悪魔の宝を欲し、タラをたびたび誘拐しようと企む。10年もの間セレナを幽閉し、その間にセレナに深い慕情を抱いたが、夫を殺害された上に子供達から引き離され、更には記憶も改竄されたため本人からは蛇蝎のごとく憎まれている。かつて、ドラゴンの恋人との仲を引き裂かれたために、ドラゴンを憎悪するようになった。
第7巻ではリスベス女帝にとり憑いた幽霊として登場。死した肉体が蘇生した後、セレナと結婚するつもりでいた。また、最愛の女性アマヴァの血を引く息子の存在に驚愕する。セレナの死後、肉体の蘇生を試みるがこの一件により狼人間に感染。
セレンバ・ブラギッシュ
シャスール（狩人）としてタラをつけ狙う正体不明のマジスターの手下。正体は、ドラゴッシュの元婚約者。現在は、人間の血を飲んだ“裏切り者”として国際手配中の身。マジスターに恋慕し、セレナに嫉妬している。残忍で凶悪な一方で子煩悩な一面がある。瓜二つの容姿の妹がいる。数々の謀略に加担するが、バンパイアとしての矜持は抱いている。子供を産みたいとの欲求を覚えたことからオモワ帝国に保護を要求、生涯を奉げた筈の主君を裏切り、タラに“人間の血を飲む者”から普通のバンパイアへ戻してもらった。
スリルや暴力、流血を好む性質のため、クラサルヴィでドラゴッシュと生活している間に退屈してしまい、それを悟ったドラゴッシュがタラに相談したことで、11巻からは補佐役としてタラのそばにつく。
ブーティヴ
マジスターの手下で、1巻前半でタラ誘拐のために、イザベラの館を強襲。タラが別世界に赴く発端となった人物。後に、マジスターのメッセンジャーとしてオモワ帝国でタラと再会。タラから顔を焼き続ける呪いを解いてもらった。ブーティヴ女史の父親。
デリア
マジスターの手下で、彼の命令によりイザベラの館でタラの護衛役として勤めていた。ファミリエはカササギのマニ。ブラッドと共に、マジスターから離反するが、セネから警戒されている。疑り深く、頭の回転が速い。茶髪のショートカットに緑色の瞳。筋肉質の美しい容姿の女性。

## 用語
別世界（オートルモンド）
物語の主要舞台。どこでも魔術が見られる惑星。面積は地球の約1.5倍。別世界は14ヶ月かけて太陽の周りを回っており、1日26時間、1年は454日からなる。二つの月（タディックスとマディックス）が別世界の周りを公転しており、春分と秋分には大きな潮を引き起こす。海は地球より少なく全体の45%が陸で55%が海であり、淡水の海が二つある。別世界を支配する魔術が、動物・植物・天候を条件づけており、例年通りであれば7つの季節がある。数多くの種族が住んでいる。別世界人と地球人の共通の祖先は惑星レアンドラからやって来たものであるが、別世界人だけが魔力を温存することが出来た。別世界人の地球人や彼等の文化に対する無意識の差別意識が作中でもたびたび見受けられ、地球への追放は別世界人にとって事実上の終身刑に等しい。陰謀と権力争い、政治抗争絡みで安全とは程遠い世界である。タラにとっては故郷の地球よりも遥かに野蛮で危険な世界である。
別世界の大陸
別世界はテュ・ヴー・ターテュマランシヴァールの3つの大陸から成る。テュ大陸全土がオモワ帝国の領土である。
別世界の季節
上記通り、カイヨ・ボータン・トレボ・フェショ・プリュショ・モワンショ・雨季のサルタンの7つの季節があり、ボータンは活力ある季節で地球の春に相当する。ボータンの季節の最初の日に子供達が、“ボータンのドラゴン”と呼ばれる悪戯を施す地球のエイプリルフールに相当する行事が存在する。
別世界の通信手段
一般的には、水晶玉が携帯電話とテレビを兼ねている。水晶玉からチャンネルに接続することで報道番組が鑑賞でき、別世界の報道官をクリスタリストと言う。
魔術師(ソルスリエ)
魔術が使える全ての知的生物を指す。“魔術（ソール）を結びつけること（リエ）ができる人（スー）”の略称。別世界人に共通して言えるが魔術師のほぼ全てが魔術に生活を依存している状態であることが、作中でも示唆されている。
非魔術師(ノンソ)
魔術が使えない人間のこと。地球人の大半がノンソであるのに対し、別世界では少数派でその存在が迫害の対象、もしくは蔑視されることも多い。ノンソが魔力なしで自立しようと試み、一部ではテロ組織反魔術（アンチソール）に奔ることもある。“ノンソルスーリエ”の略称。
ノンマニ
“ノン・マニピュラーブル（操られない者）”の略称。他からの魔術が効かない魔術師やノンソのことで、地球でも別世界でも多くはない。
セムシャナッシュ
高等評議会の権限を拒否する魔術師を指す。他者を傷付けた場合、エルフの警察部隊によって始末される。
ファミリエ
魔術師にとって相棒とも言える知的生物を指す。心の中で会話を行い、精神的に深い繋がりで結ばれていればいる程、片方が重傷を負えば片方の命にも関わる。
ドラゴン
高い知性と強力な魔力が備わっている巨大な爬虫類の種族。どんな姿にも変身できる。5000年前に人間と手を組み、悪魔達との戦争に勝利して以後、別世界の国々や様々な種族と基本的には協力関係にある。ただし、ドラゴンの中にも派閥抗争があり、他の種族を奴隷として見なしている者も多いため、必ずしも友好とは言えない。別世界を始め、宇宙全体の管理者としての自負心が強い。最も恐れていることは狂気に陥り、堕落することである。心臓は二つある。地球産の牛が大好物で、牛肉料理を好む。
エルフ
外見は人間で、尖った耳と猫を思わせる澄んだ瞳が特徴。別世界の森と平野に住み、戦争や敵を想定したゲームを好む。エルフは圧倒的に男性が多く、子供が生まれにくい特質をもつため女性一人に対して最大五人までなら交際が認められている。また、エルフの男性に対して1年間の誘惑する権利（オプション）があり、男性がこれを拒否する権限は無い。好戦的なエルフは、しばしば警察や監視軍のメンバーとして雇われる。また、感情が表に出やすく基本的に恐怖というものが無い。エルフの涙には未来を予知する力があるが、飲むと発狂するという。エルフは有袋類であり、女性が出産すると男性にも乳房と子供を入れる袋が一時的にでき、育児はすべて男性が担当する。戦闘力を重視する傾向からかエルフの魔力は平均的に低い。生殖能力が年々低下している。
バンパイア
自分達が育てた動物の血を吸い、間違って人間や他の動物の血を吸うと、「黒い旅団」というバンパイア集団によって殺される。バンパイアにとって人間の血は有毒そのもので、摂取すると日光に弱くなり、2000年ある寿命は400〜500年に減る。特に有害なのは、エルフとユニコーンの血。長い寿命の大半を、瞑想にふけり、数学や天文学の研究に費やす。バンパイアが獲物を誘惑するための固有の能力“魅了の力”を有していることは一般的に認知されていない。また、バンパイア語は直訳すると大変不愉快な言葉でもある。バンパイアの女性はほぼ全身黒の装いが定番で、それが”美しい”の基準である。
小人
主にヒムリアに生息する種族。（スパニーヴィアにも住んでいる）金属や宝飾品を加工する職人が多く、小人の大半は正直を旨とし、商人以外は嘘をつくことが認められない。成人前は髭を生やしており、“エグゾルド”と呼ばれる重要な儀式を通して初めて尊敬すべき仲間として受け入れられる。小人は魔術を嫌うものの、小人の魔術師は大変強力である（武器も魔術も使えるため）。ドラゴンやエルフとは仲が悪い。また、小人は投げた武器をはずすことはない。実は巨人族の末裔とみられており、体の大きさを普通の人間サイズ（ファフニールは180cm程度）に変えることもできる。しかし魔法を使うことを嫌う性質から魔力を使う魔法ではなくとも「似たもの」である戸の能力を使える者は少なくなっている。
トロル
背が高く、緑色の毛むくじゃらで大きな歯を持ち、菜食主義者。元々は別世界の原住種族の人喰い鬼（オーグル）をドラゴン達が人間やエルフを移住させるにあたって、巨大なパワーによって品種を改良したのがトロルの始まりである。トロルが生物の肉を食すると人喰い鬼に変貌する事実は、一般的に認知されていないよう。トロルは知能が低いと見られていたが、クランカールの国土が他国に侵略されるのを回避し、無用な警戒心を抱かせないために、暗愚を装っていることは認識されていなかった。トロルの中にも思想家や芸術家が存在することは秘匿されていた。グリュルは、元タラのボディーガード。
サルテラン
砂漠に住むライオンとチータを掛け合わせたような二足動物。香辛料であり魔法の成分でもある塩の山を採掘する略奪者でもある。地球のスワヒリ語を喋る。
エドラカン
猫と人間の交配種のような種族。鼻は低く、眼は切れ込みを入れたように細い。体色は黒や灰色が多い。学者が多く、遺伝子操作の研究などが盛んである。
タトリス
一つの体に二つの頭を持つ種族。ランコヴィのカリブリス女史はタトリス。カルいわく、カリブリス女史は”一つ余分な女史”。
ターズバーム族
カームバーム族の親戚筋に当たる音楽民族。
イファーヌ族
サルテラン国の赤い山に生息する種族で、その正体は悪魔と人間の混血の末裔であり、人間や悪魔の迫害から逃れるためにひっそりと暮らしている。その中にはかつてタラたちと親交を持った者たちがおり、11巻では彼女らが悪魔たちの陰謀を阻止した。
スニュッフィー
大きな耳と長い鼻面のおどおどした小さな生物。嗅覚に優れ、水をかけるとクローンが出来る。とくに額に波マークがあるスニュッフィーはクローンを作りやすい。スニュッフィーに名前を付ける習慣は無い。においが名前のかわり。
キマイラ
獅子の頭、山羊の胴体、蛇の尾を持ち火を噴く怪獣。
狼人間
禁じられた大陸で奴隷とされている種族。かつてドラゴン王によってストーンヘンジの建設に当たらされ、その後大陸に連れて来られたアナサジ族（アメリカ）の末裔。変身の機能によって魔力が抑制されているため、魔力が使える者は少ない。その中でファブリスはレベルは低いが魔力を持っているので特別。狼人間はほぼ不死身であり、首を切断されるか銀製品で致命傷を受けない限りは無敵に近い。タラによって解放された影響から、タラ個人に一貫して友好的な態度をとる。タラは、”ハックラ”（救世主）と呼ばれている。また、タラは”趣味が悪い”というにもかかわらず、禁じられた大陸にはタラの銅像が数多くある。
サングラーヴ族
シェムが別世界の高等魔術評議会に無断で訓練した魔術師の一団。指導者のマジスターの影響から、ドラゴンを滅亡に追い込み別世界と地球を含む全宇宙の支配を企てている。組織名はかつて、ノンソを奴隷にしようとした魔術師ドリュイドール・サングラーヴに由来。ノンソを見下す。サングラーヴがエルフによって殺害されたため、エルフも憎悪の対象。灰色のローブを着用するため、“灰色の魔術師”とも称される。その思想の危険性や認知度は未だに低い。マジスターの正体は未だ不明。自称”ダリル　クラテュス”がマジスターだとしてクザンディアールに逮捕されかけたが、タラとセレンバの直感は”ダリルはマジスターじゃない”と言う。
ヴァイノイ・エルヴォリュス
“エルフの大地”を意味するエルフ至上主義者達による思想集団。人間よりも先に別世界への入植を開始した種族であるエルフ自身こそが、別世界を支配すべきであるとの考えに固執しており、エルフと他種族の交配を禁忌としてみなしており、他の種族の思想や文化を軽蔑している。
容赦しない人
小人族の戦士の中でも、エリートとされる格闘に秀でた者。鍛錬によって“サーベル道”等の流派を極めた戦士のみが名乗ることを許される。“エルフ・シャスール”や“黒の旅団”に相当する小人族の特殊部隊。シルヴェールは小人ではないが、容赦しない人である。
バルブーヌ
別世界の赤い鯨。一度聴けば誰もが忘れないメロディーや歌を唄う。バルブーヌの乳から作る乳製品は極めて美味。タラも大好き！
シャトリックス
別世界のハイエナのような動物。灰色要塞の庭には、シャトリックスが放されていた。囚人達の脱走防止目的で監獄の周りに放し飼いされる例もある。
モオオウウウ
別世界の牛。ドラゴンいわく、モオオウウウよりも、地球の牛の方が美味しい。
トラデュク
食用の草食動物でその肉は美味しいものの、その汗腺から強烈な悪臭を放つ。硬く長い毛に覆われている。
スパシューヌ
気取って歩く金色の羽の生えた太った七面鳥。知能は極めて低く、森に鏡を置いておくだけで鏡に映る自分自身に見惚れるスパシューヌを6匹は捕まえられる。ヴァウリス・ダンカンは、怒ったリベリス女帝に変えられてしまったことがある。ヴァリウスは可哀想に、”スパシューヌ”というあだ名を付けられそうになっていた。
ブリュイク
汚らしい青い鼠に似た生物で悪臭を発する。
クラカン
別世界のタコで、食用にも用いられる。灰色要塞にいたクラカンは死んだ。
グリュルプ
緑色と茶色の長く細い頭に沢山の牙を持つトカゲ。グリュルプが泳ぐ河に近付くのは危険。
テシル
サルテラン国の穴掘りミミズ。寄生されると数時間内に解毒しないと、死に至る。カルが二巻で最も危険な黄金色のテシルに寄生され、仮死状態になることで救われている。
アラーニュ
八本足と蠍の尾を持つ巨大蜘蛛。言葉遊びを好み、軽率で想像力の乏しい者を貪り食す。ファブリスがマジスターの飼っていたアラーニュに食べられかけた精神的ショックから、魔力欲に駆られる原因ともなった。アラーニュの吐き出す繊維で織られる絹は希少価値。
ドラゴティラノサウルス
ドラゴンと爬虫類の混血で知性は低い。別世界の森林が観光地として発展しない理由の一つが、ドラゴティラノサウルスが野放しで生息しているからである。タラの16歳の誕生日のとき、地球にあるイザベラの屋敷に（タラは地球に追放されていた）ドラゴティノサウルスの赤ちゃんが送られて来たので、庭で放し飼いされている。
アルピー
上半身が人間、下半身が鳥類の珍しい生物。その涎は有毒であり、人間の体内に入ると治療は極めて困難。タラが一巻でアルピーの涎に感染しており、免疫がついている。
ビズズズ
別世界の蜜蜂。地球と同様、採取された蜂蜜は食用に用いられる。
カックス
ハーブの一種で別名をモルモル。ハーブティーに沈静効果がある。しばしば、自堕落であることを示唆する侮辱表現に用いられる。
ミアム
別世界のサクランボ。食用としてジャムやデザートとして愛好されている果物。
アストフェル
数日間、嗅覚を無くさせてしまうという特性を持つ小さなピンクの花。
カリールの花
禁じられた大陸にしか咲かない花であり、死者を蘇らせるために必要な材料の一つ。とても良い香り！”香りが良いから”という理由で、タラは禁じられた大陸に行った時”赤い女王”から一束貰う。
チェ・ムーシュ
別世界で唯一、マンタリール平原にのみ生える珍しい茸。抽出した液を火にくべると黒く色が変わることから“黒毒”と呼ばれる。この毒を塗られると体が麻痺し、数分後には死に至る。治療や生き返らせる魔術が通用しない。
バンバン
別世界で規制されている麻薬の一種。トロル達にとっては煙草代わりのもので、後継者の地位を狙う弟ジャールによって（ネタばれ!!）タラは麻薬の密売人に仕立て上げられたが、この目論見は逆にタラに弱みを握られ失敗に終わる。ファブリスがトロルの国に行った時にぬすみ、それが後に活躍する。
ボックス
リラックスと興奮が同時に味わえる麻薬。潜入捜査中に酒場に入ったロバンが、顧客達がボックスを吸っている姿を目撃している。
ヴィルギュリーズ
摂取すると精神操作される強力な麻薬。幽閉中で体力的に弱っているとはいえ、若いドラゴンのシェムを意のままに操作できることからもかなり危険であると言える。
ディスクタリオム
地球や別世界、ドランヴーグリスペンシール等の惑星が製作した映画や芸術作品の映像を鑑賞するシアター兼質問に答える高度な知的装置。
スクープ
飛びながら撮影する羽の生えたカメラ。セルロースがバッテリー代わり。盗聴器やスパイカメラとして仕掛けられるが、地球製の盗聴器発見器で発見されることも判明している。顔をアップにして映すとき、とても近い距離まで近づいてくるので、リスベス女帝は“失礼だ”と言っている。
トリクロック
三椏の刃が付いた暗器。ブーメランのように敵に投げ付けるのが特徴。
ブロワイエット（粉々にするもの）
別世界で輸入及び使用が規制されている地球製の大型銃器の総称。魔力が満ちた別世界では大抵暴発して上手く制御出来ないものの、使用に成功すると相手に致命傷を与え、魔術による治療の一切が通用しないことから、テロリストによる密売がたびたび発生している。ブロワイエットとは「粉々にする」の意味。サンノワールとリスベス女帝の裏取引により、大量の銃器がサンノワールの元へ渡った。
キディコワ
スモールカントリーの妖精達が造る白と青の蛙の形をした棒付き予言キャンディー。舐めると予言が浮かび上がるが、予言はいずれも難解。必ず、予言の意味が分かった時は後の祭りだが、味が好きなのでタラはこれが出た時は必ず口にする。慎重なモワノー（グロリア）は滅多に口にしない。
ツィンパフ
発泡性のアップルコーラにレモン汁と果汁が混ざった飲料水。タラの好物。
バルブラポ
黄色く苦い発酵した水薬のような飲料水。ビールに近いと推測される。タラは、これは嫌い。
真実を語る者
別世界の近く位置する氷の惑星サンティヴォールに住む知的植物。他者の心をテレパシーで相手に気付かれずに読み取ることが出来る。彼ら自身が言葉を発することが出来ないため、ノームを介して犯罪者の発見と見張りのために働く種族で、彼らが力を失うことは別世界の終焉を意味する。
悪魔
煉獄に住まう者の総称。5000年前に〈人間＋ドラゴン〉の連合軍に破れ、煉獄に閉じ込められた。煉獄から脱出しようと、策謀を練る。また、一部の悪魔は魔術師との取引によって使役させられることもある。通常、悪魔は太陽からエネルギーをもらっているが、他の世界に行く際は知的生物の肉と魂を食べてエネルギーにする。
エフリ
悪魔の中でも、5000年前の“裂け目”を巡る戦争で人間やドラゴンの連合軍に協力し、同胞の悪魔と戦った種族を指す。デミデリュスはこのことに感謝して魔術師に召喚された場合のみ、別世界を行き来することを許可した。魔力の弱いエフリは、召使いとして使役されている。また、オモワにおいて皇族のみが強力なエフリ召喚専用の指輪シュヴァリエールの着用を認められている。
悪魔の宝
悪魔が作った財宝で、総数は17個。すべて、悪魔と別世界をつなぐ扉としても使用することが出来、膨大な魔力をも秘めている。完成する前に全てがデミデリュスによって没収された。試作品とはいえ、最高魔術師ですら破壊は事実上不可能であり、そのために宝を寺院に隠して各個番人を配置する対策を執った。その関係からか、宝に近づくことが出来るのはデミデリュスの子孫か五人の最高魔術師のみである。
現在判明しているものはシリュールの玉座、グルイグの剣、ドレキュスの冠、クラエトルヴィールの指輪、ブリュックスの王杖、クスルーの二重の斧、ヴロンの甲冑、ジセルの盾、ラオールの槍、サンティールの笛、マンタールの玉、ザンドラの星、シャツとパンツの14個。
ランコヴィ王国
人間とドラゴンの王国。首都はトラヴィア。ベア王とティターニア王妃によって統治されており、他の種族に対しても寛容な国家。オラージュ海に面しており、右側にヴィラン王国・クラサルヴィ・マンタリール平原、左側にヴィルディス・メウス王国、下側にブロンターニュ共和国に囲われている。現在の地球を監視及び飛び領土としている。カルの裁判以降、オモワ帝国との政治的関係は微妙である。アール・ヌーヴォーやロココ調の建築物が多く優雅で閑静な町並みが特徴。タラはオモワ帝国よりも母方の故郷のランコヴィ王国に親近感を抱く。高等魔術師のローブや装束は宮廷の青と銀を規定色とする。紋章は、金色の角を持つユニコーンの上に銀色の三日月。
“生きている王宮”
首都トラヴィアの宮殿。建物自体が意思を持ち、王宮の機嫌によって室内や内装は日々大きく変化するのが特徴。ランコヴィの初級魔術師達の学び舎としての役割も果している。“移動の門”が安置されている。また、生きている王宮は、魔法ギャング団のことが大好き。特にカル。
ランヴェルサン島
ランコヴィ王国領内の小さな島。“移動の門”が安置されている。
オモワ帝国
人間最大の帝国で、他の国々と比較しても他の種族が少ない。首都はタンガプール。テュ大陸全土がオモワの領土で、内陸にミカエル海がある。オモワ人は尊大な物言いをする傾向があり、宝飾品を好む。アジア的な装束やバロック建築様式を採用。また、別世界において野蛮と見なされている決闘が、合法的に許可されている唯一の国。女帝リスベスと義弟のサンドール将軍によって統治。高等魔術師のローブを深紅と金に規定。紋章は、金色の百個の目を持つ深紅の孔雀。
ヒムリア
小人の国。首都はミナ。鍛冶屋一族によって統治。頑強な体を持つ小人たちは、別世界の鉱夫と鍛冶屋、更に金属職人や宝石職人を務める。小人たちは魔術に否定的で、資質がある者は国外へ追放される。紋章は、鉱山内の鉄床と金槌。
ガンディス
巨人の国。首都はジェオポール。強力なグロアール族によって統治。1巻の舞台である黒バラ島や悲しみの沼、マジスターの要塞はこの国にある。巨人は石を主食としており、この国の建築物は巨人が唯一食べることが出来ない鉱物マクスソーで出来ている。また、この国にしか生息しない食用の牛ブルルルアアアがいる。紋章は、別世界の太陽をいただく石壁。
サルテラン
塩商人サルテランの国。ほぼ全土が砂漠状態。別世界で唯一、奴隷制度を採用している。大カシャと総理大臣イルパボンによって統治され、いくつかの強力な部族に分かれている。政治的に非常に厄介な国である。紋章は、青い塩で出来た水晶を銜えた緑色の巨大ミミズ。
クランカール
トロルの国。首都はクリア。トロルは別世界の木々を大量に食い荒らし、エルフの怒りを買っている。森林自体が意思を持つことが確認されている。ランコヴィ王国と同盟関係。紋章は、一本の木と棍棒。
クラサルヴィ
バンパイアの国。首都はウルラ。オモワ帝国と同盟関係で、世襲君主制ではなく選挙制度によって大統領を国家元首と仰ぐ。紋章は、星と無限のシンボルを上にのせた天体望遠鏡。
ブラックハウス
クラサルヴィ大統領の官邸。室内や調度品、家具に至るまで全てがバンパイアの好きな黒一色で統一されている。
セレンダ王国
エルフの国。首都はスボルン。タヴィラが女王として統治。各国にエルフを治安維持目的で派遣しており、オモワ帝国と同盟関係にある。紋章は、弓に番えた金色の矢が向かい合い、その上に銀色の満月。
アクアリア国
トリトンの国。ブリュム洋一帯が国土。紋章は鼻孔から水を吹き出すバルブーヌの上に交差する三叉の矛。
タトラン
タトリスの国。首都はシティヴィル。
マンタリール平原
ユニコーンとケンタウルスの国。タラ専用アパルトマンのスイートルームは自然豊かなマンタリール平原が再現されている。
スモールカントリー
ノーム、いたずら妖精、ゴブリンの国。抽象的な予言を告げるキャンディー“キディコワ”は彼等によって製作される。
ヴィラン王国
傭兵の国。首都はサム。ヴィランの若者は武術を嗜み、魔術師としても大変強力であり非常に好戦的。政治的にも扱いにくい国家。高等魔術師のローブはオレンジ（けばけばしい）と規定されている。
パトロック王国諸島
首都はキックロック。猫科の動物と人間の交配種であるエドラカン族によって支配されている別世界で最も危険な地帯。危険な密林に覆われている上に、“エドラカンの神々”を祀る神官が統治、7巻で霊を除去するための装置“アルルシールの塚”が安置されていることが発覚し、冒険の舞台となった。エドラカン族は一夫多妻制と見られている。
バスグリ
首都はフィエール。
スパニーヴィア
首都はラスボン。小人の国
ブロンターニュ共和国
首都はプロガデック。
ヴィルディス
首都はティラン。
禁じられた大陸
別世界の東側に位置する大陸であり、正気を失ったドラゴン達を幽閉するための収容所に相当する場所。狼人間がドラゴンの奴隷として酷使されていた。大陸の解放後、テアル将軍が初代大統領として統治している。
煉獄(Limbes)
悪魔の惑星が集まった“天の川”のようなもの。全体がサークルと呼ばれる7つの圏に分かれている。サークル1〜3の悪魔は野蛮で危険。サークル4〜6の悪魔は文明化されており、魔術師との取引によって奉仕させられることもある。サークル7は悪魔の王によって支配されている。
ドランヴーグリスペンシール
ドラゴンの惑星。大昔、ドラゴンは部族社会で部族ごとに王や女王を仰いでいたが、宇宙空間にドラゴンの勢力が拡大したため、制度を変更した。悪魔との戦争により部族の数が減少、現在は12の部族の代表者による結社“ケオト”にドラゴン達は忠誠を奉げており、ケオトのメンバーが状況に応じたドラゴンのリーダー“ネルヴィ”を選ぶ。ネルヴィの権力は王よりも限られているものの、軍に対して力を発揮する。悪魔たちの脅威にさらされているドラゴンの士気を鼓舞する必要から、古い仕来りを復活させ国王を選ぶようになったが、世襲制ではなく、推薦によって国王を選ぶ。現在、部族の代表者達による派閥抗争があり、他の種族を奴隷として見下して戦争を主張する強硬派、シャルムの所属する穏健派、保守派に分かれる。

## 日本語版
※すべて上下巻構成。
1. タラ・ダンカン 若き魔術師たち
上：ISBN 4840111111 下：ISBN 484011112X
2. タラ・ダンカン2 呪われた禁書
上：ISBN 4840112975 下：ISBN 4840112983
3. タラ・ダンカン3 魔法の王杖
上：ISBN 4840115842 下：ISBN 4840115850
4. タラ・ダンカン4 ドラゴンの裏切り
上：ISBN 4840118949 下：ISBN 4840118957
5. タラ・ダンカン5 禁じられた大陸
上：ISBN 4840123748 下：ISBN 4840123756
6. タラ・ダンカン6 マジスターの罠
上：ISBN 4840128650 下：ISBN 4840128669
7. タラ・ダンカン7 幽霊たちの野望
上：ISBN 4840134723 下：ISBN 4840134731
8. タラ・ダンカン8 悪魔の指輪
上：ISBN 484013992X 下：ISBN 4840139938
9. タラ・ダンカン9 黒い女王
上：ISBN 4840146659 下：ISBN 4840146667

タラ・ダンカン10 悪魔の兄弟
1. 上：ISBN 9784040669359 下：ISBN 9784040669366

タラ・ダンカン11 悪魔の兄弟
1. 上：ISBN 9784040677361 下：ISBN 9784040677378

タラ・ダンカン12 魂の解放

## テレビアニメ
2010年にムーンスクープ製作によりM6で放送された。2021年に3DCGアニメとしてリブート。制作はプリンセスサムピクチャーズ。日本では2022年8月5日からディズニーチャンネルで放送されている。

### キャスト
- タラ・ダンカン - 内田真礼[1]
- カル - 土屋神葉
- ロビン - 小林千晃
- スパロウ - 神戸光歩
- シェム先生 - 大泊貴揮
- マニ - 藤井剛
- マジスター - 木内太郎

### スタッフ
日本語版
- 翻訳・訳詞 - 武田直美
- 演出 - 太田信乃
- 音楽演出 - 新倉歩
- 録音制作 - 東北新社

### エピソード
1. 地球からのプリンセス
2. 心の森
3. ロウコスピードの野獣
4. 色をなくした町
5. 黄金の牛
6. ほしがりアンジェリカ
7. 葉っぱで大変身
8. かしこいスパシューヌ
9. 戦士のファフニール
10. 何でも知っている本
11. 赤ちゃんシェム先生
12. ドワーフの国
13. しくまれた泥棒さわぎ
14. 忘れん坊キャロル
15. アンジェリカは名コーチ
16. ケーキコンテスト
17. おくびょうなシーバ
18. シェム先生の杖
19. 姉妹の肖像画
20. 偵察！ブラッドグレイブ
21. センタウルスの杖
22. マジケイジズがやってくる
23. 人魚のトルネード
24. スパシューヌを救おう
25. 一日だけの女王
26. オールはどこへ行った？
27. あべこべ言葉の魔法
28. 花とケーキのパワー
29. コンビ解消の危機
30. あこがれのスーパーカー
31. ミミ対ロウコスピード
32. とらわれたファフニール
33. 宮殿の庭師たち
34. あやしいティーポット
35. 魔法禁止レース
36. ダーク・ブロンダン
37. 新入生ラムゾ
38. 帰ってきたレディ・カリ
39. 入れ替わりの魔法
40. 偉大な黄金の鳥
41. ドラゴンのたまご
42. 魔法のない夜
43. 人食い鬼を救え！
44. お役所の妖精たち
45. ドワーフの夫婦ゲンカ
46. 偵察人ブラリバン
47. ラムゾのパーティーナイト
48. 盗まれた金貨
49. 帰ってきた泥棒
50. ハッピーバースデー・タラ
51. マジスターと野獣
52. キャロルはスーパースター？